# CD Castellón
CD Castellón is een voetbalclub uit Castelló de la Plana in de Spaanse provincie Castellón. Vanaf seizoen 2020-2021 speelt de ploeg in Segunda División A.

## Geschiedenis
De club speelde elf seizoenen in de Primera División tijdens de periodes 1941-1947, 1972-1974, 1981-1982 en 1989-1991. De beste notering die de ploeg behaalde was een vierde plaats tijdens het seizoen 1942-1943. Daarnaast was de ploeg eenenveertig seizoenen actief in de Segunda División A. De laatste periode speelde de ploeg gedurende vijf seizoenen vanaf 2005 tot en met 2010 op het tweede Spaanse niveau. Einde seizoen 2009-2010 degradeerden ze naar de Segunda División B. Het ging van kwaad naar erger toen op het einde van het daaropvolgende seizoen bleek dat de spelers niet betaald waren. Om deze reden volgde op 18 juli 2011 de administratieve degradatie naar de Tercera División.
De ploeg zou in totaal 7 seizoenen in deze competitie spelen, totdat ze op het einde van het seizoen 2017/18 vice-kampioen werden en de promotie langs de eindronde naar de Segunda División B konden afdwingen.
De poort naar het professionele voetbal kwam einde seizoen 2019/20 ging weer open. Door de Coronapandemie besloot de RFEF op 14 april 2020 om de ploeg kampioen van de reguliere competitie te verklaren en dit op 10 wedstrijden voor het einde. De finale in één wedstrijd werd op zaterdag 18 juli 2020 gespeeld in de Estadio La Rosaleda, thuishaven van Málaga CF. De tegenstander was UD Logroñés. De ploeg kwam tijdens de vijftiende minuut langs Adrián Lapeña Ruiz op voorsprong. We moesten wachten tot aan de drieëntachtigste minuut toen Logroñés een lichte penalty kreeg, die door José Andrés Rodriguez Gaitán omgezet werd. Toen in de negenentachtigste minuut Ousama Siddiki van Logroñés uitgesloten werd na twee gele kaarten in vier minuten tijd, zou men verwachten dat Castellón in de verlengingen de overhand zou genomen hebben. Maar deze verlengingen brachten niets op en in de penalty ronde trok Logroñés, dankzij doelman Rubén Miño Peralta, aan het langste eind. Als kampioen kreeg de ploeg nog een herkansing. In de halve finale werd Pena Deportivo met 1-0 uitgeschakeld en in de finale UE Cornellà met hetzelfde resultaat.

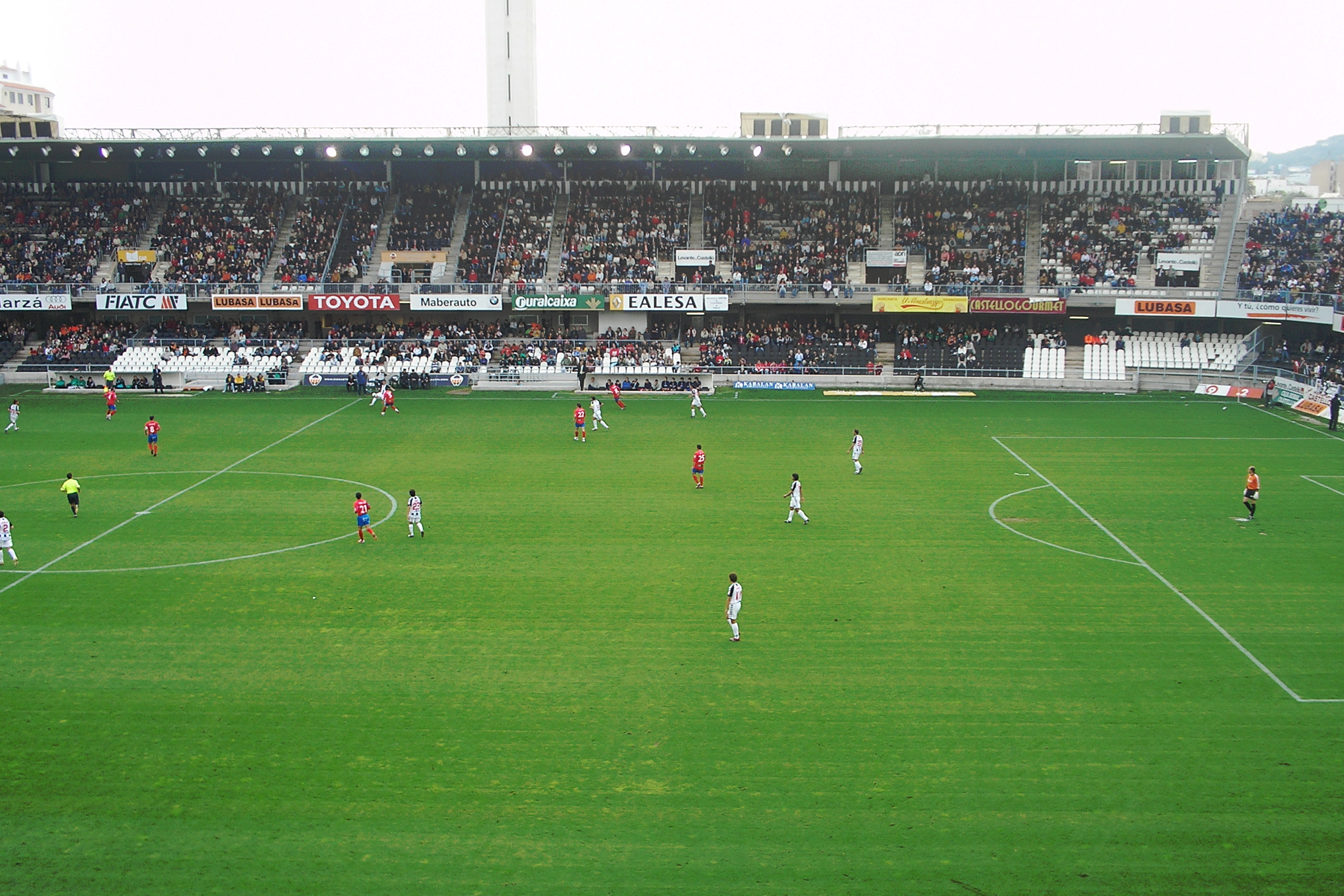
Een afbeelding van de wedstrijd CD Castellón - CD Numancia.

Zo speelt de ploeg vanaf seizoen 2020/21 weer in de Segunda División A.  De ploeg eindigde echter op een voorlaatste plaats, zodat na dit eerste seizoen de degradatie volgde.

## Erelijst
- Copa del Rey
  - Finalist: 1973

## Eindklasseringen
- 1940 4e
Segunda División
- 1941 1e
Segunda División
- 1942 8e
Primera División
- 1943 4e
Primera División
- 1944 5e
Primera División
- 1945 8e
Primera División
- 1946 8e
Primera División
- 1947 14e
Primera División
- 1948 12e
Segunda División
- 1949 8e
Segunda División
- 1950 16e
Segunda División
- 1951 3e
Tercera División
- 1952 6e
Tercera División
- 1953 1e
Tercera División
- 1954 5e
Segunda División
- 1955 12e
Segunda División
- 1956 16e
Segunda División
- 1957 20e
Segunda División
- 1958 2e
Tercera División
- 1959 12e
Tercera División
- 1960 2e
Tercera División
- 1961 13e
Segunda División
- 1962 3e
Tercera División
- 1963 10e
Tercera División
- 1964 1e
Tercera División
- 1965 1e
Tercera División
- 1966 1e
Tercera División
- 1967 3e
Segunda División
- 1968 10e
Segunda División
- 1969 1e
Tercera División
- 1970 11e
Segunda División
- 1971 6e
Segunda División
- 1972 2e
Segunda División
- 1973 5e
Primera División
- 1974 16e
Primera División
- 1975 6e
Segunda División
- 1976 12e
Segunda División
- 1977 14e
Segunda División
- 1978 14e
Segunda División
- 1979 11e
Segunda División
- 1980 5e
Segunda División
- 1981 1e
Segunda División
- 1982 18e
Primera División
- 1983 15e
Segunda División
- 1984 10e
Segunda División
- 1985 12e
Segunda División
- 1986 5e
Segunda División
- 1987 4e
Segunda División
- 1988 11e
Segunda División
- 1989 1e
Segunda División
- 1990 14e
Primera División
- 1991 19e
Primera División
- 1992 15e
Segunda División
- 1993 10e
Segunda División
- 1994 17e
Segunda División
- 1995 4e
Segunda División B
- 1996 6e
Segunda División B
- 1997 9e
Segunda División B
- 1998 5e
Segunda División B
- 1999 9e
Segunda División B
- 2000 7e
Segunda División B
- 2001 10e
Segunda División B
- 2002 13e
Segunda División B
- 2003 1e
Segunda División B
- 2004 4e
Segunda División B
- 2005 4e
Segunda División B
- 2006 12e
Segunda División
- 2007 14e
Segunda División
- 2008 5e
Segunda División
- 2009 7e
Segunda División
- 2010 22e
Segunda División
- 2011 10e
Segunda División B
- 2012 9e
Tercera División
- 2013 4e
Tercera División
- 2014 15e
Tercera División
- 2015 1e
Tercera División
- 2016 3e
Tercera División
- 2017 4e
Tercera División
- 2018 2e
Tercera División
- 2019 15e
Segunda División B
- 2020 1e
Segunda División B
- 2021 21e
Segunda División
- 2022 13e
Primera Federación
- 2023 3e
Primera Federación
- 2023 1e
Primera Federación
- 2024 1e
Primera Federación
- 2025 17e
Segunda División

- Primera División
- Segunda División
- Primera Federación
- Segunda División B
- Tercera División

## Bekende (ex-)spelers
- Imanol Agirretxe
- Roland Baas
- Thomas van den Belt
- Nakor Bueno
- Daijiro Chirino
- Juan Epitié
- Vicente del Bosque
- Gervane Kastaneer
- Gaizka Mendieta
- Haris Međunjanin
- Gustavo Oberman
- Lluís Pujol
- Mario Rosas
- Jonathan Soriano
- Mats Seuntjens
- Lars Veldwijk
- Jozhua Vertrouwd
- Jetro Willems

## Bekende trainers
- Lucien Muller
- Johan Plat
- Agustí Sancho
- Dick Schreuder